# Boquerón 1.ª Sección (San Pedro)
Boquerón 1.ª Sección (San Pedro) es una localidad del municipio de Centro ubicado en la subregión centro del estado mexicano de Tabasco.

## Geografía
La localidad de Boquerón 1.ª Sección (San Pedro) se sitúa en las coordenadas geográficas 17°55′00″N 93°00′27″O / 17.916667, -93.007500, a una elevación de 10 metros sobre el nivel del mar.

## Demografía
Según el Conteo de Población y Vivienda 2020, efectuado por el Instituto Nacional de Estadística y Geografía, la localidad de Boquerón 1.ª Sección (San Pedro) tiene 3,404 habitantes, de los cuales 1,630 son del sexo masculino y 1,774 del sexo femenino. Su tasa de fecundidad es de 1.86 hijos por mujer y tiene 954 viviendas particulares habitadas.
| Gráfica de evolución demográfica de Boquerón 1.ª Sección (San Pedro) entre 1910 y 2020 |
|                                                                                        |
| INEGI.                                                                                 |